# Familienbad Ohlsdorf

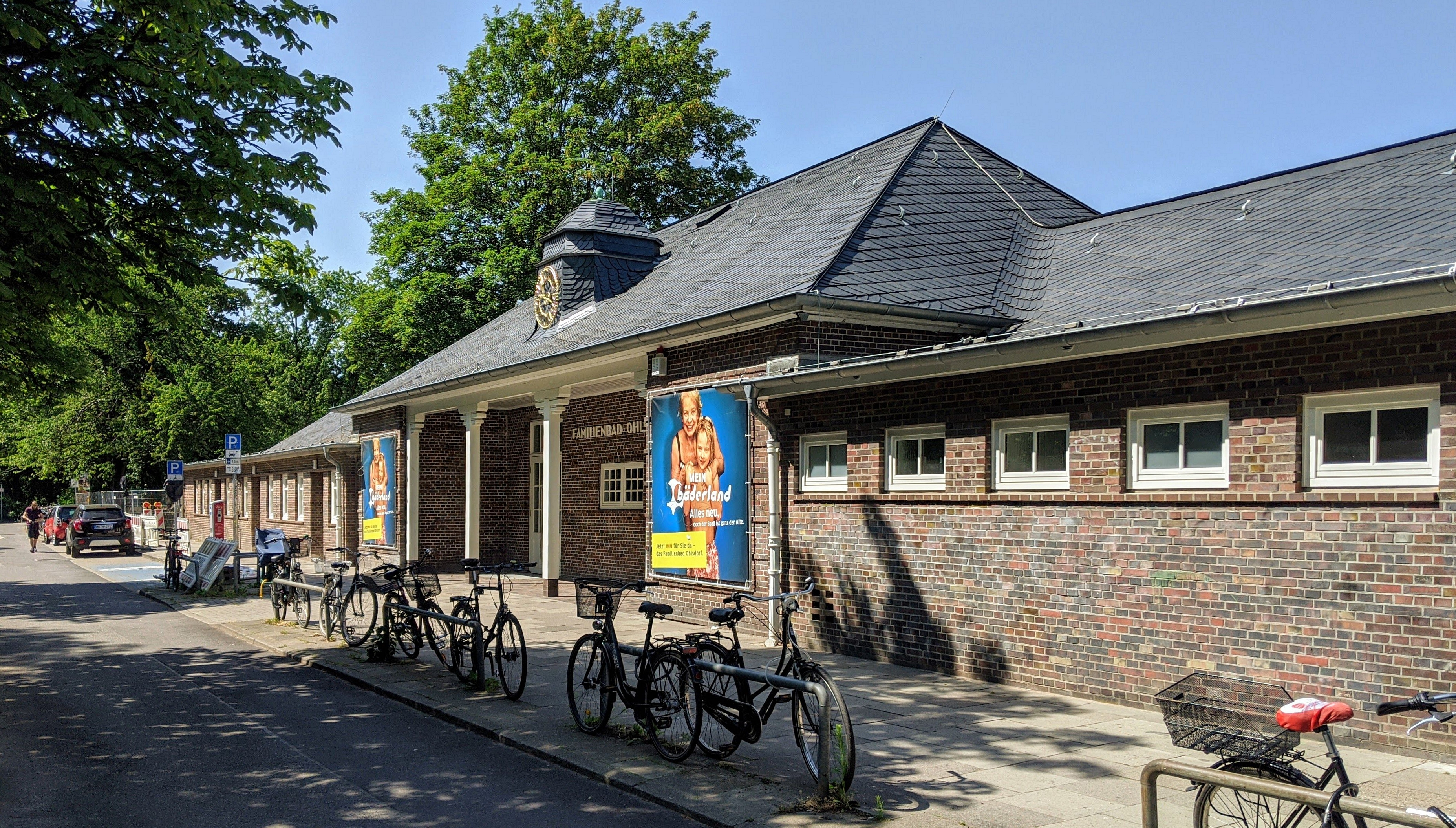
Eingangsgebäude zum Familienbad (2020)

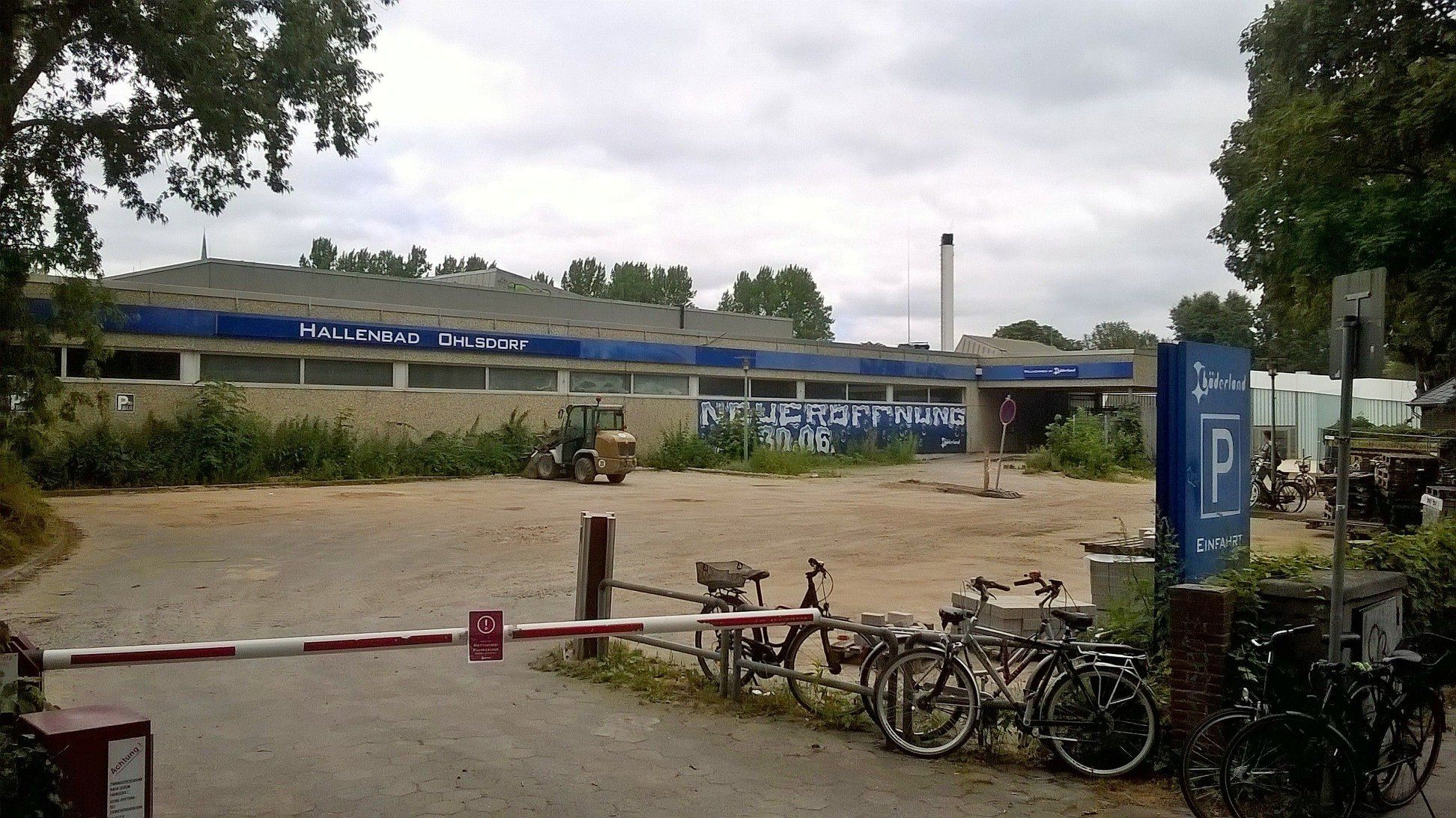
Altes Hallenbad vor dem Abriss (2019)

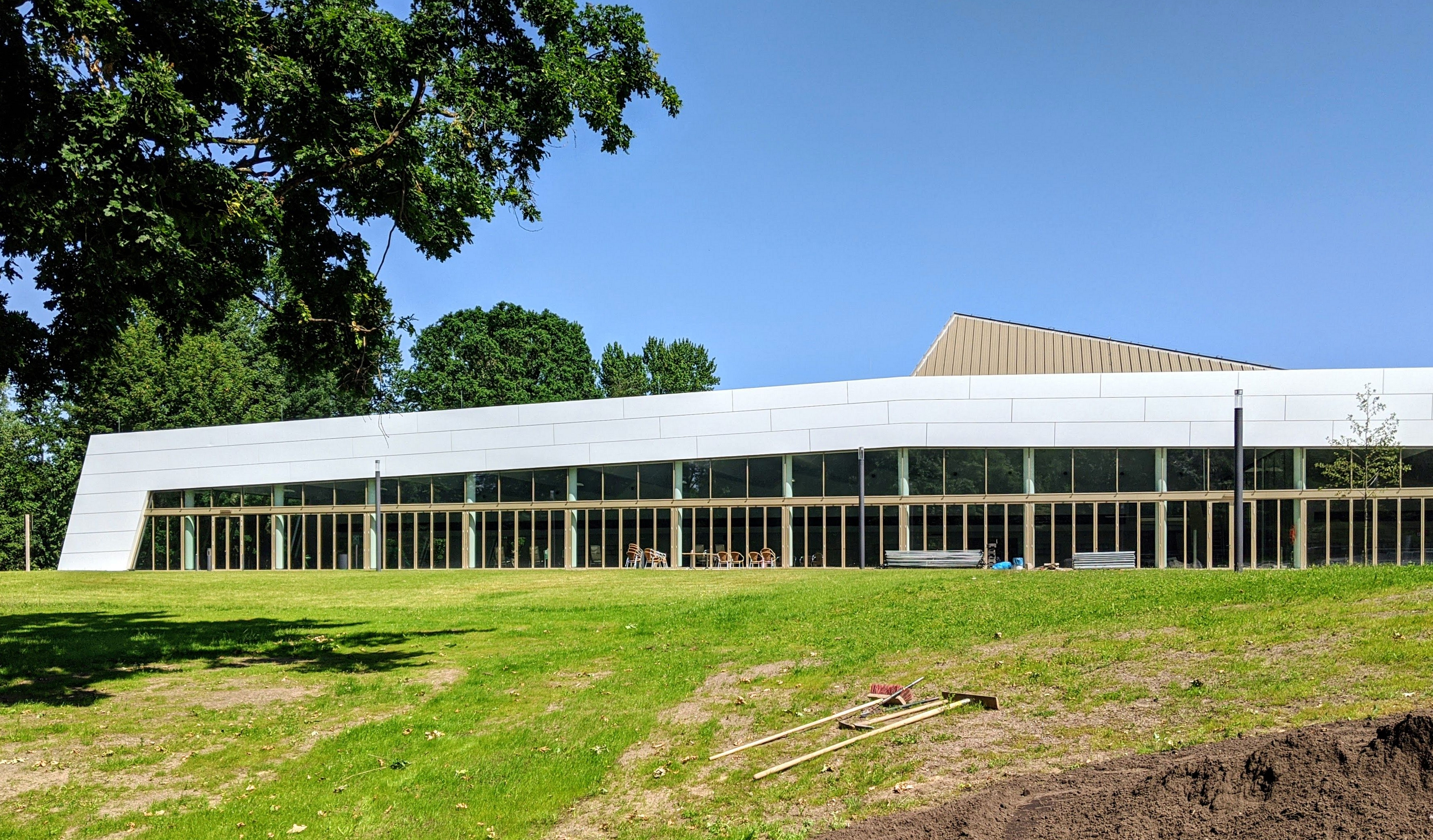
Neues Hallenbad mit gläserner Südfassade (2020)

Das Familienbad Ohlsdorf ist ein öffentliches Schwimmbad im Hamburger Stadtteil Ohlsdorf. Es wurde 1927 zunächst als reines Freibad eröffnet, und zwar als erste Anstalt ohne strikte Geschlechtertrennung, worauf auch der Name „Familienbad“ hindeutet. Aus der Entstehungszeit stammt auch das denkmalgeschützte Kassengebäude von Fritz Schumacher direkt gegenüber dem U- und S-Bahnhof Ohlsdorf. 
Die Anlage wurde anfangs mit Flusswasser aus der nahegelegenen Alster betrieben; erst 1962 wurde wegen der zunehmenden Verunreinigung des Flusses die Versorgung auf Tiefenwasser umgestellt. Ebenfalls in den 1960er Jahren wurde das Gelände neu gestaltet und das ursprüngliche Becken durch zwei kleinere Schwimmer- und Nichtschwimmerbecken sowie ein Kinderplanschbecken ersetzt, außerdem wurden Rutschen und ein Sprungturm ergänzt. 1972 kam ein Hallenbad mit 25-Meter-Becken hinzu. 
2008 legte die städtische Betreibergesellschaft Bäderland Hamburg ein Sanierungskonzept vor, das den Abriss des bisherigen Freibades sowie einen Teil-Verkauf des Geländes vorsah, um mit dem Erlös einen Hallenneubau zu finanzieren. Nach Bürgerprotesten gegen die Schließung und jahrelangen Verhandlungen zwischen Bäderland, der Stadtverwaltung und einer Bürgerinitiative wurde das Freibad nach dem Ende der Saison 2015 geschlossen und abgerissen. 2019 wurde das neue Hallenbad eröffnet, das nunmehr über eine 50-Meter-Bahn und ein kleineres Kursbecken mit Hubboden verfügt und deren gläserne Südseite sich zur benachbarten Liegewiese hin öffnen lässt.